# Eleccions municipals de 2019 a la Masó
Les eleccions municipals de 2019 a la Masó van ser unes eleccions locals que es van celebrar el diumenge 26 de maig de 2019 a la Masó, a l'Alt Camp, com a part de les eleccions municipals espanyoles. Es van triar els 7 regidors de l'Ajuntament de la Masó.
La Masó va ser un dels 113 municipis catalans on la seva alcaldia ja es trobava definida abans de les eleccions, ja que només s'hi va presentar una única llista electoral, que era una coalició entre republicans i PDeCAT.

## Sistema electoral
Les eleccions als ajuntaments de l'Estat espanyol estan fixades per celebrar-se el quart diumenge de maig cada quatre anys. El sistema electoral fa servir la regla D'Hondt amb representació proporcional, llistes tancades i una barrera electoral del 5% dels vots vàlids, que inclou els vots en blanc. La votació per a l'assemblea local es basa en el sufragi universal.
En les eleccions municipals, la circumscripció electoral és en l'àmbit municipal i el nombre d'escons (o sigui, regidors) a triar del municipi es determina en funció del nombre d'habitants censats en aquest municipi. En el cas de la Masó, en tenir 226 persones censades, l'hi correspon 7 regidors.

## Candidatures
La Masó va ser un dels 113 municipis catalans on la seva alcaldia ja es trobava definida abans de les eleccions, atès que només s'havia presentat aquesta única llista. No és una situació nova en la història democràtica del municipi, ja que cinc ocasions anteriors, només s'havia presentat una única llista en les eleccions municipals: en 1979 per part dels Centristes de Catalunya-UCD, en 1983 i 1987 per Convergència i Unió, en 2003 per Esquerra Republicana de Catalunya-Acord Municipal i finalment en 2015 de nou per Convergència i Unió.
L'equip de govern sortint, que anteriorment es va presentar amb les sigles de CiU i que ara es pot associar amb el PDeCAT, juntament amb els membres de l'ERC de la Masó, han arribat a un acord per presentar-se conjuntament sota les sigles de Junts per Catalunya.
El 30 d'abril del mateix any de les eleccions, la Junta Electoral de Zona de Valls va proclamar l'única candidatura del municipi de la Masó en el Butlletí Oficial de la Província de Tarragona.
1. Junts per la Masó (JUNTS)

## Jornada electoral

### Constitució de les meses
En aquell moment, la Masó tenia una població de 276 habitants, dels quals 226 persones van ser cridades a votar a l'única mesa que es va constituir al municipi.

### Participació
La participació en aquestes eleccions va ser de 77,9%, el qual cosa implica que un total de 176 ciutadans del municipi van decidir exercir el seu dret a vot. Comparant aquesta participació amb la mitjana catalana, la Masó ha registrat una xifra molt més alta, situant-se en 13,1 punts percentuals per sobre.
A continuació, es presenta una taula amb els percentatges de participació registrats a diferents hores del dia de les eleccions:
| Hores              | la Masó        |
| ------------------ | -------------- |
| Participació (14h) | 46,9% ( 9,3%)  |
| Participació (18h) | 64,2% ( 9,6%)  |
| Participació (20h) | 77,9% ( 10,9%) |